# Paratropis aurelianoi
Paratropis aurelianoi (лат.) — вид мигаломорфных пауков рода Paratropis из семейства Paratropididae. Южная Америка: Колумбия (департамент Магдалена). Видовое название происходит от имени Аурелиано Буэндиа, одного из героев «Ста лет одиночества» (1967) писателя Габриэля Гарсия Маркеса, который родился в месте (Аракатака, департамент Магдалена), где был собран типовой материал.

## Описание
Длина около 1 см (карапакс около 5 мм, брюшко около 6 мм; хелицеры самки около 2 мм). Тело с вкраплениями частиц почвы; карапакс и ноги красновато-тёмно-коричневые, хелицеры тёмно-коричневые, брюшко серовато-коричневое. Самки Paratropis aurelianoi отличаются от большинства видов Paratropis, кроме Paratropis urku (Эквадор) и Paratropis salsa (Колумбия), более короткими розетками сперматек. От P. urku отличается более узким основанием розеток, а от P. salsa — более широким, зонтиковидным и менее склеротизованным основанием розеток. Кроме того, он отличается от P. urku отсутствием абдоминального рисунка. Отличается от Paratropis chami (Бразилия), описанного на основе самца, морфологией абдоминальных бугорков, которые меньше. Для Paratropis aurelianoi как у других видов рода характерно наличие нижнего тарзального когтя (ITC, inferior tarsal claw) на ногах передней пары I, двух пар спиннерет (задней срединной PMS, posterior median spinnerets и задней боковой PLS, posterior lateral spinnerets), самцы без голенного апофиза, а пальпальный бульбус с эмболусом относительно прямой, тонкий и очень удлинённый; самки со сперматекальными розетками с многолопастным дном. Брюшко самок с четырьмя продольными дорсальными рядами мелких бугорков, каждый из которых выходит из вершины в виде сливовидной палочковидной щетинки. Апертуры лёгких выступающие, овальные, склеротизованные. Две короткие сперматекальные розетки, заканчиваюnся многолопастным фундусом. Спиннерет: PMS длиной 0,34; PLS длиной 1,98, апикальный сегмент дигитиформный. Базальный сегмент PLS разделён на две неравные кутикулярные пластинки.

## Классификация
Вид был впервые описан в 2025 году уругвайскими арахнологами Emilia Tauber, Carlos Perafán и Fernando Pérez-Miles (Sección Entomología, Facultad de Ciencias, Монтевидео, Уругвай). Таксон Paratropis aurelianoi отличается от самок всех других видов рода Paratropis морфологией сперматек.